# Мухаммад Мумин-хан
Мухаммад Мумин-хан (Акбаш-хан) (?—1696) — кичик-хан Турфана и единый хан Могульского ханства) (1694—1696). Сын Султана Саида Баба-хана. Последний хан Яркенда из династии туглуктимуридов.
В 1679 году Галдан Бошогту завоевал восточную часть Яркентского ханства и поставил в качестве марионетки Абд ар-Рашид-хана II. Вместо Аппака Ходжи из ордена Накшбандия Галдан назначил Рашида. Такая расстановка сил вызвала позднейшие конфликты между Чагатаидами и ходжами.
Акбаш никогда не должен был унаследовать титул хана, так как его братья уже управляли Яркендом. Однако и Абд ар-Рашид, и Мухаммед Амин потеряли трон во время конфликта с Аппак Ходжой. Затем Аппак назначил своего сына Яхью Ходжу ханом Яркенда. В 1694 году Аппак Ходжа был отравлен и умер. Его сын Яхья тоже погиб в результате ойратских мятежей.
После этих событий Акбаш стал единственным законным наследником ханского титула. В 1694 году, он был провозглашён ханом яркендскими беками. В Кашгаре Арзу-Мухаммад-бек сговорился с кыргызами и недовольными беками и, схватив сына Акбаш-хана, перебил ставленников последнего. Акбаш-хан под давлением турфанских беков и хакима Яркенда двинулся с войском на Кашгар. Но кыргызы его опередили, выступив из Яркенда. В сражении под Янгигисаром они разбили его войско, а самого хана пленили и казнили. После взятия Яркенда кыргызы провозгласили в нём ханом кашгарского Султан-Ахмада.
Яркендские беки обратились за помощью к ойратам. Ойраты успешно вернули себе Яркенд, но Акбаш навсегда потерял свой титул.
Во время своего правления Акбаш-хан не смог эффективно контролировать город Кашгар, так как большинство последователей Аппака Ходжи были сосредоточены в Кашгаре. Его влияние было ограничено в Яркенде и городах, лежащих на востоке.